# گلنویو منر (کنتاکی)
گلنویو منر (به انگلیسی: Glenview Manor) شهری در ایالت کنتاکی کشور ایالات متحده آمریکا است که جمعیت آن در سرشماری سال ۲۰۱۰ میلادی، ۱۹۱ نفر بوده‌است.